# Бриччальди, Джулио
Джулио Бриччальди (итал. Giulio Briccialdi; 2 марта 1818, Терни — 17 декабря 1881, Флоренция) — итальянский флейтист-виртуоз и композитор.
Первые уроки игры на флейте получает у своего отца Джованни Баттиста Бриччальди, в дальнейшем был самоучкой. После ранней смерти отца, 14-летний Бриччальди воспротивился воле семьи стать священником и убежал в Рим, где работал флейтистом в театре. Там же занимался композицией с певцом Сикстинской Капеллы Равальи (итал. Ravagli).
В 17 лет Бриччальди получил диплом Академии де Санта Чечилия. В 1836 году переехал в Неаполь и преподавал флейту графу Сиракузскому Леопольду, брату короля Фердинанда II. Гастролировал как флейтист-виртуоз в 1839 в Милане, 1841 в Вене, затем в Америке и в Лондоне, где жил несколько лет. В 1847 встретился с Теобальдом Бёмом в Мюнхене и сконструировал улучшение для модели его флейты — двойной клапан си бемоль, который используется и по сей день. С 1870 до самой смерти был профессором консерватории во Флоренции. Там же основал флейтовую мастерскую, где изготавливал флейты Бёма по собственным чертежам.
Автор методической литературы для флейты, блестящих фантазий на темы из опер, трёх концертов для флейты и двух духовых квинтетов.
В 1996 году астероид номер 7714 был назван в его честь.